# Józef Czachowski
Józef Czachowski (ur. 2 czerwca 1916 w Hamburgu, zm. 24 lipca 1941) – porucznik pilot Polskich Sił Powietrznych w Wielkiej Brytanii.

## Życiorys
Na stopień podporucznika został mianowany ze starszeństwem z 1 stycznia 1938 i 53. lokatą w korpusie oficerów rezerwy lotnictwa. W sierpniu 1939 został zmobilizowany i przydzielony do 132 eskadry myśliwskiej. Po zakończeniu kampanii wrześniowej przedostał się do Anglii. Walczył w 315 dywizjonie.
24 lipca 1941 na Supermarine "Spitfire" Mk IA nr P 7835 wykonywał lot bojowy nad Francję w osłonie bombowców. Zaatakowany przez zgrupowanie Messerschmittów Me-109, prawdopodobnie został zestrzelony i zginął. Miejsce pochówku nie jest znane.

## Odznaczenia
- Krzyż Walecznych
- Polowa Odznaka Pilota
- Medal Lotniczy[2]